# Grande Uia di Ciardonei
La Grande Uia di Ciardonei (3.325 m s.l.m.) è una montagna del Massiccio del Gran Paradiso che si trova in Piemonte.

## Toponimo
Il toponimo è reso in diverse forme: Uja di Chardonney, Uia di Chardonnay, Uia di Chardoney, ecc.. L'appellativo Uia, a volte reso come Uja, significa ago o punta aguzza nel patois delle vallate canavesane e delle Valli di Lanzo.

## Caratteristiche
La montagna non si trova sullo spartiacque tra il Piemonte e la Valle d'Aosta ma a sud di questo. Domina particolarmente con la sua forma il Vallone di Ciardonei, vallone laterale della Val Soana. Oltre al Grande Uia di Ciardonei poco ad ovest si trova la Piccola Uia di Ciardonei (3.328 m) che è più alta ma meno appariscente.

## Salita alla vetta
Si può salire sulla vetta partendo dal Bivacco Gino Revelli.